# Theemuts

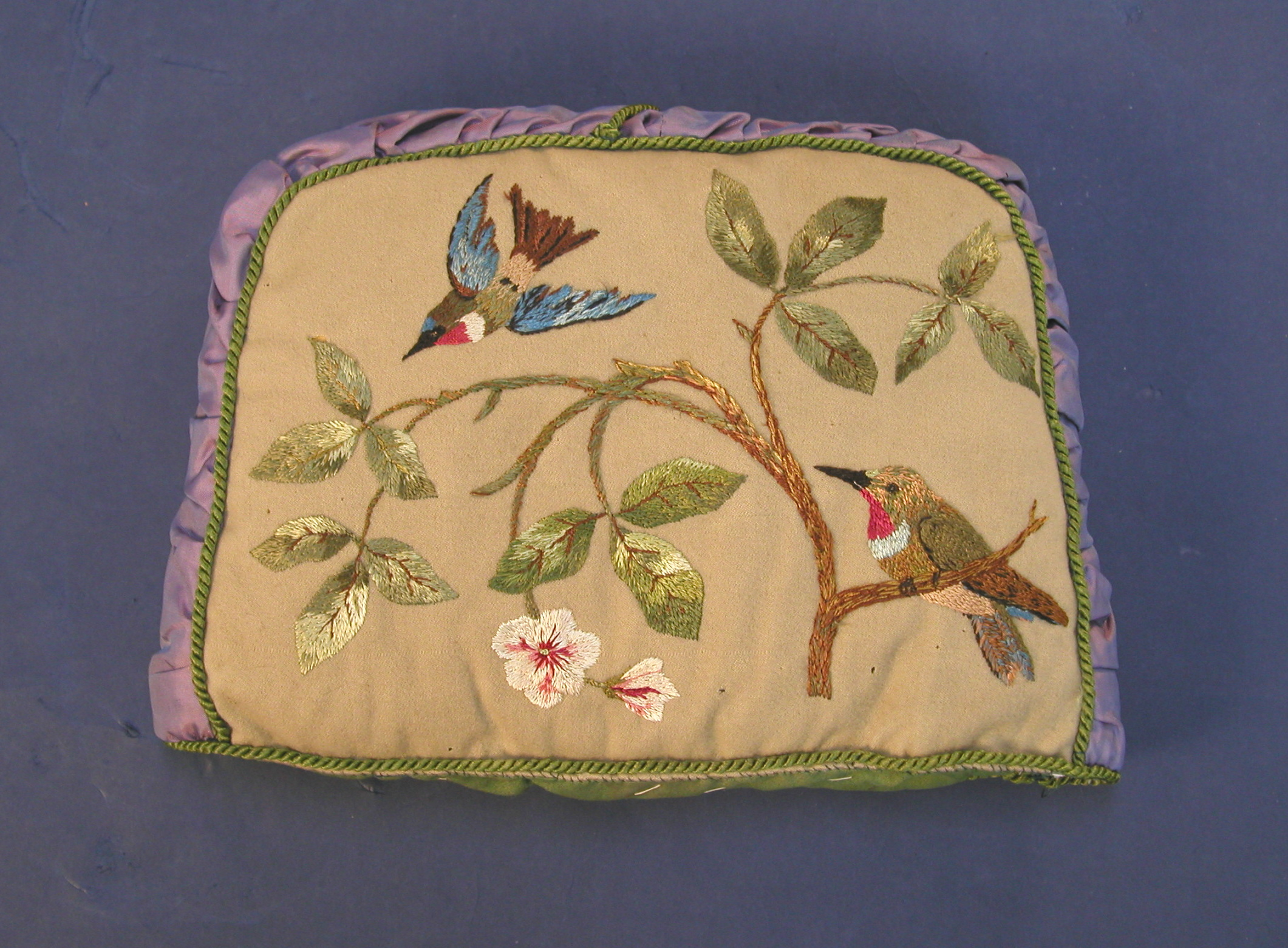
Edwardiaanse (1901-1910) theemuts met geborduurde vogels op tokken met aan de zijkanten een groene biesversiering

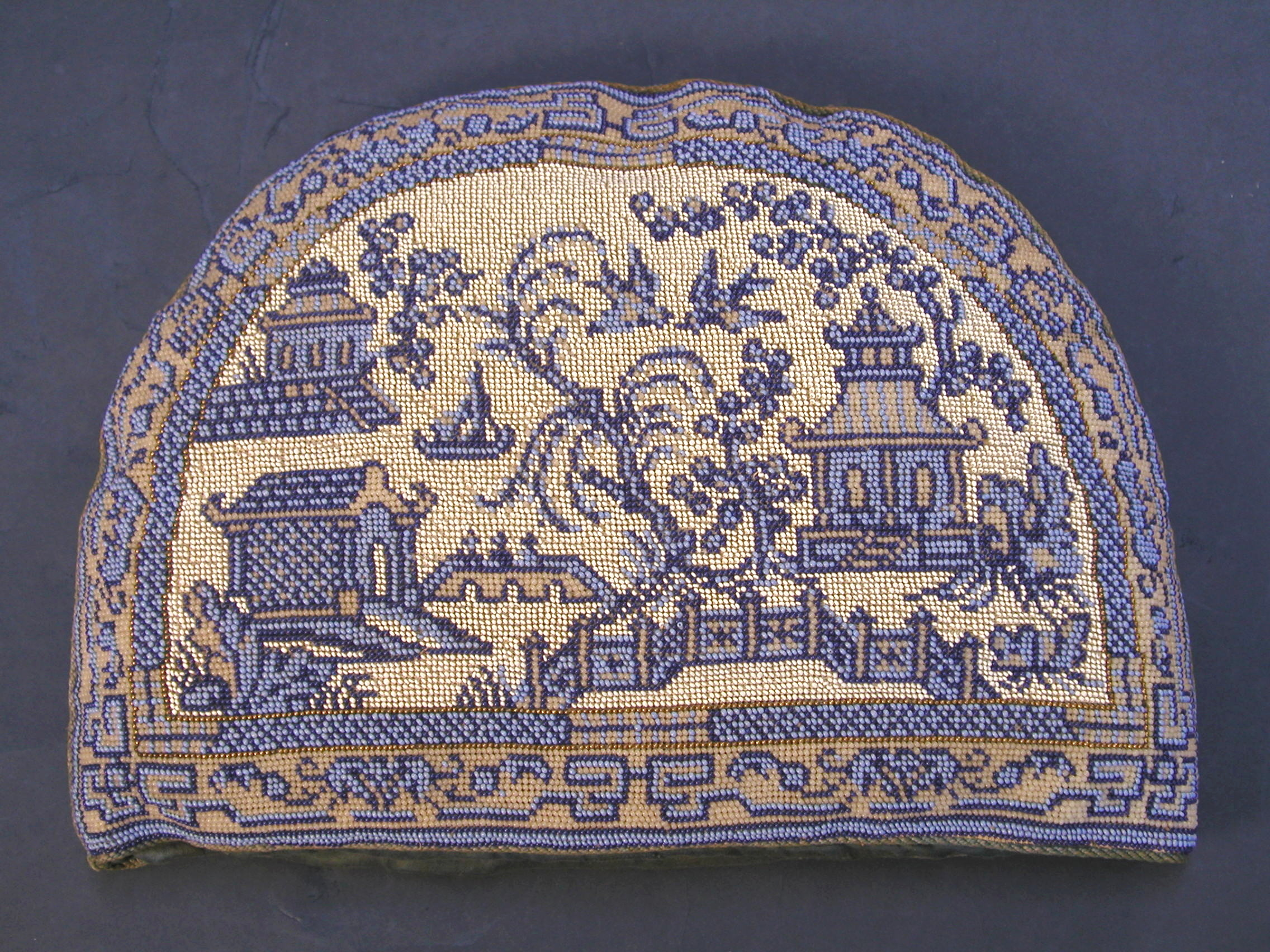
Victoriaanse theemuts (na 1860) met kralen geborduurd

Een theemuts is een gebreide, gehaakte, geborduurde of van stof gemaakte bescherming die als een soort muts over een theepot geplaatst kan worden. De theemuts is vaak erg dik, waardoor hij goed isoleert. De theemuts werd gebruikt om de thee te kunnen laten trekken zonder dat deze in de stenen theepot snel aan warmte verloor. Tijdens de Tweede Wereldoorlog was textiel vanaf 1940 alleen nog maar te koop met de zogenaamde textielbonnen. Tot 1942 konden theemutsen - net als dweilen en stofdoeken - echter nog zonder een dergelijke bon gekocht worden. Door de komst van eenmalige theezakjes, de thermoskan en de waterkoker is het gebruik van een theemuts in onbruik geraakt.
Een ander type muts is de theebeurs, waarin de theepot geplaatst kan worden, de muts kan daartoe aan de bovenzijde worden geopend en gesloten. Tevens is een dergelijke muts voorzien van een handvat om de theemuts met inhoud te kunnen verplaatsen.